# Principe d'accommodement
Du temps de la Rome antique, le principe d'Accommodement désignait l'organisation de l'Église catholique romaine sur le modèle des institutions de l'Empire romain.
- Les premières communautés chrétiennes se sont organisées sur la base territoriale des cités avec leur tête des responsables, appelés évêques[2].
- Une fois que le christianisme est autorisé par les autorités impériales en 313, l'Église décide de s'organiser en reproduisant le découpage géographique et la hiérarchie de l'administration romaine[3].

Ce principe continue au Moyen Âge pour définir les paroisses en fonction des découpages administratifs civil.
À partir du XVIe siècle, le principe d'accommodement désigne la stratégie de conciliation adoptée par les missionnaires catholiques, principalement jésuites, en Inde et en Asie. Le principe d'accommodement se comprend donc comme un principe d'évangélisation qui repose sur un double soucis d'efficacité missionnaire (Baptêmes) d'une part et d'adaptation des pratiques religieuses chrétiennes à la culture, langue et organisation sociale des sociétés évangélisées d'autre part. Les jésuites Matteo Ricci en Chine et Roberto de Nobili en Inde restent selon les historiens les deux principales figures illustratives de la mise en pratique de ce principe. 
Fortement contesté, ce principe sera finalement condamné par la Propaganda Fide à l'occasion de la querelle dite des rites chinois et malabares. Les missiologues contemporains préfèrent aujourd'hui parler d'inculturation.